# Cordó espermàtic
El cordó espermàtic és l'estructura semblant a un cordó en els mascles formada pels conductes deferents i el teixit circumdant que va des de l'anell inguinal profund fins a cada testicle. El seu recobriment de serosa, la túnica vaginal, és una extensió del peritoneu que passa per la fàscia transversal. Cada testicle es desenvolupa a la regió toràcica inferior i lumbar superior i migra cap a l'escrot. Durant el seu descens porta amb ell els conductes deferents, els seus vasos, nervis, etc. N'hi ha un a cada costat.